# Walter Guttmann
Walter Guttmann (auch Walter Marle oder Guttmann-Marle als Doppelname; geboren am 26. Januar 1873 in Hirschberg, Landkreis Hirschberg, Provinz Niederschlesien; gestorben am 18. September 1941 in Berlin) war ein deutscher Mediziner und Forscher, der hauptsächlich durch medizinische Nachschlagewerke wie seine Lexika der medizinischen Fachbegriffe Medizinische Terminologie für Ärzte sowie Taschenwörterbuch der medizinischen Fachausdrücke für Nichtmediziner einem großen Leserkreis bekannt wurde.

## Leben und Wirken
Walter Guttmann studierte Medizin in Berlin, wo er 1896 auch promoviert wurde. Danach wirkte er als Militärarzt, bis er vermutlich 1923 (als 50-Jähriger) im Rang eines Generaloberarztes (oder auch Regierungs-Medizinalrates) aus dem aktiven Dienst ausschied. In den letzten drei Jahren ihres Erscheinens war er Herausgeber der Deutschen militärärztlichen Zeitschrift.
Daneben war er ab 1902 mit Unterbrechungen auch als Fortbildner und Forscher an der Kaiser-Wilhelms-Akademie für ärztliche Fortbildung tätig, wo er zahlreiche eigene medizinische Lehrwerke schuf sowie darüber hinaus einige weit verbreitete medizinische Nachschlagewerke initiierte, die in renommierten Fachverlagen erschienen.
Ab den 1920er Jahren verwendete Walter Guttmann zunehmend den Familiennamen seiner Mutter – Marle, was dazu führte, dass Nachauflagen z. B. seiner Medizinischen Terminologie mit dem neuen Titel Guttmanns Medizinische Terminologie unter anderer Herausgeberschaft (Herbert Volkmann) erschienen. Schon 1927 erschien seine tausendseitige Einführung in die Klinische Medizin unter dem Autorennamen Walter Marle in Berlin und Wien ohne einen Hinweis auf seinen ursprünglichen Namen.
Als Nachkomme jüdischer Vorfahren fiel er, obwohl evangelisch getauft, als Person und auch in seinem Werk der antisemitischen Verfolgung zum Opfer. Ab 1937 begann die Arisierung (Entjudung) seiner Werke. Im Jahre 1941 erschien sein Name noch in einer ersten Druckquote von (Guttmanns) Medizinischer Terminologie auf dem Titelblatt, in einer zweiten Druckquote wurde der Name dort getilgt. Folgeauflagen während der nationalsozialistischen Zeit erschienen nur noch unter dem Namen der Bearbeiter. Im Zentralverzeichnis der Ärzte wurde sein Name getilgt. 1941 erschien sein jüdischer Name noch auf den Titelseiten, 1951 im gesamten Buch nicht mehr.
Offensichtlich hatte Guttmann unter der zunehmenden Repression gegenüber Juden unter der nationalsozialistischen Diktatur zu leiden, was allerdings nur an seinen wechselnden Anschriften ablesbar ist, da ab 1937 seine Wohnungen in zunehmend weniger wohlhabenden Wohngegenden zu finden sind. Die Umstände seines Todes 1941 sind unklar, vermutet wird ein Zusammenhang mit der eintretenden Verpflichtung, als Jude einen Judenstern zu tragen.

## Sprachforschung
Für die Sprachforschung sind die lexikographischen Anteile seiner Veröffentlichungen einschlägig. Guttmann reklamierte für sich in Hinblick auf die medizinische Fachsprache eine Pionierrolle. In der „Vorrede“ zur ersten Auflage schrieb er Ostern 1902: „Ein Buch wie das vorliegende, das meines Wissens in der deutschen medizinischen Literatur das erste seiner Art ist, kann natürlich unmöglich vollkommen sein.“
Aus sprachwissenschaftlicher Sicht im Sinne von Referenzwerken waren jedoch das deutlich ältere Standardwerk von Ludwig August Kraus aus dem Jahr 1844 sowie außerdem Otto Roths Klinische Terminologie (in 10 Auflagen von 1878 bis 1925, sie baut auf Kraus auf) Guttmanns Wörterbuch scheinbar überlegen. Otto Dornblüths Erstauflage wurde bereits im November 1893 fertiggestellt. Konrad Dudens erste Auflage datiert vom 7. Juli 1880, der erste Medizin-Duden wurde im Frühjahr 1968 vom Bibliographischen Institut verlegt. Julius Mahler berief sich im März 1922 auch auf Walter Guttmann.
Markwart Waldemar Michler und Jost Benedum erwähnen 1981 im Literaturverzeichnis Guttmanns 32. Auflage aus dem Jahr 1944 nur noch unter dem „arischen“ Herausgebernamen Herbert Volkmann. Nur geringfügig ausführlicher wird Walter Guttmanns Medizinische Terminologie mit dem Autorennamen Guttmann und mit seinen Bearbeitern Herbert Volkmann und Kurt Hoffmann im Literaturverzeichnis für „ein kurzgefaßtes Lehrbuch für den Unterricht in der medizinischen Terminologie“ angeführt. Noch kürzer erwähnt Klaus Großgebauer 1988 Volkmanns Medizinische Terminologie aus dem Jahr 1948 im Literaturverzeichnis. Diese drei rudimentären Quellenangaben nahm Peter Voswinckel zum Anlass, vor „den Fallstricken und Versäumnissen deutscher Biblio- und Historiographie und den Folgen unkritischen Kompilierens im Computerzeitalter“ zu warnen.
Auch Peter Reuter legte für sein Springer Klinisches Wörterbuch 2007|2008 großen Wert auf den „linguistischen Bereich.“ Maxim Zetkin und Herbert Schaldach berücksichtigten dagegen im März 1956 „hinsichtlich der Erläuterung der Fachausdrücke die neuesten wissenschaftlichen Erkenntnisse“ der Medizin, nicht aber der Lexikologie.

## Herbert Volkmann
Herbert Volkmann (1907–1970) war 1939 Assistenzarzt an der Berliner Charité. Er hatte aus Gewissensgründen sowohl sein Beamtenverhältnis (Stabsarzt der Polizei) als auch seine Mitgliedschaft in der NSDAP aufgekündigt. Seit dem Sommer 1939 war er Herausgeber mehrerer Auflagen des Wörterbuchs Guttmanns Medizinische Terminologie. „Bei der Abfassung dieses Buches“ und als „Bearbeiter der vorliegenden Auflage sah [er] sich vor die Aufgabe gestellt, in einer verhältnismäßig kurzen Zeit das Buch durchzukorrigieren, dabei die vielen, zum größten Teil noch von seinem Vorgänger angegebenen Änderungen ... zu berücksichtigen“. So störten Volkmann im Januar 1941 „viele etwas langatmige Erklärungen über die Ableitung einzelner Ausdrücke oder Namen“ von Walter Guttmann. Außer im Titel wird sein Vorgänger Walter Guttmann beziehungsweise Walter Marle nicht namentlich erwähnt. Herbert Volkmann verwendete als Schriftsteller und Journalist unter anderem die Pseudonyme Peter Hiron und Peter Grunow. Unter dem Pseudonym Peter Hiron gab er von 1940 bis weit in die sechziger Jahre Knaurs Gesundheitslexikon heraus.

## Verlag Urban & Schwarzenberg
Dieser Wissenschaftsverlag verlegte von 1902 bis 1951 nicht nur die 35 Auflagen von Walter Guttmanns Medizinischer Terminologie. Bereits 1880 erschien der erste Band von Albert Eulenburgs fünfzehnbändiger Real-Encyclopädie der gesammten Heilkunde; der „Schlußband“ der letzten Auflage erschien 1937/1938 als insgesamt 118. Band. Von 1966 bis 1977 entstand außerdem das Reallexikon der Medizin und ihrer Grenzgebiete als Loseblattwerk in sechs Plastikordnern und alternativ in fünf Buchbänden. Anschließend veröffentlichten Günter Thiele, Dagobert Tutsch und Heinz Walter 1980 das zweibändige Handlexikon der Medizin ebenfalls ohne Folgeauflagen. Über Guttmanns Anteil an diesen drei Projekten von Urban & Schwarzenberg gibt es keine Quellen. Dasselbe gilt für das Roche Lexikon Medizin von der „Lexikonredaktion des Urban & Fischer Verlags“.

## Schriften (Auswahl)
(Links zu den Digitalisaten unterschiedlicher Auflagen seiner Werke finden sich auf der Wikisource-Seite zu Walter Guttmann)
Lehrwerke:
- Zoologie für das Physikum. S. Karger, Berlin 1895.
- Grundriß der Physik. Thieme, Leipzig 1896.
- Elektrizitätslehre für Mediziner. Einführung in die physikalischen Grundlagen der Elektrodiagnostik, Elektrotherapie und Röntgenwissenschaft. Thieme, Leipzig 1904.
- Einführung in die Klinische Medizin. 3 Bände. Urban & Schwarzenberg, Berlin 1921; „[Das Ganze in einem Band]“: Urban & Schwarzenberg, Berlin / Wien 1927, 1000 Seiten. 2., völlig umgearbeitete Auflage (als Grundbegriffe der klinischen Medizin. Eine Einführung in die klinischen Semester) ebenda 1932.

Handbücher und Nachschlagewerke:
- Medizinische Terminologie; Ableitung und Erklärung der gebräuchlichsten Fachausdrücke aller Zweige der Medizin und ihrer Hilfswissenschaften.
  - 1. Auflage; Walter Guttmann: Medizinische Terminologie. Urban & Schwarzenberg, Berlin / Wien 1902, 1142 Spalten.
  - 2. Auflage; Walter Guttmann: Medizinische Terminologie. Urban & Schwarzenberg, Berlin / Wien 1906, 1338 Spalten.
  - 3. Auflage; Walter Guttmann: Medizinische Terminologie. Urban & Schwarzenberg, Berlin / Wien 1909, 1388 Spalten.
  - 4. Auflage; Walter Guttmann: Medizinische Terminologie. Urban & Schwarzenberg, Berlin / Wien 1911, 1426 Spalten.
  - 5. Auflage; Walter Guttmann: Medizinische Terminologie. Urban & Schwarzenberg, Berlin / Wien 1912, 1427 Spalten.
  - 6./7. Auflage; Walter Guttmann: Medizinische Terminologie. Urban & Schwarzenberg, Berlin / Wien 1913, 1428 Spalten.
  - 8./9. Auflage; Walter Guttmann: Medizinische Terminologie. Urban & Schwarzenberg, Berlin / Wien 1917, 1435 Spalten.
  - 10./11. Auflage; Walter Guttmann: Medizinische Terminologie. Urban & Schwarzenberg, Berlin / Wien 1919, 1308 Spalten.
  - 12.–15. Auflage; Walter Guttmann: Medizinische Terminologie. Urban & Schwarzenberg, Berlin / Wien 1920, 1311 Spalten.
  - 16.–20. Auflage; Walter Guttmann: Medizinische Terminologie. Urban & Schwarzenberg, Berlin / Wien 1923.
  - 22. Auflage von 1922; es wird von 50.000 verkauften Exemplaren geschrieben. 1184 Spalten.
  - 23./24. Auflage; Walter Marle: Guttmanns Medizinische Terminologie. Berlin / Wien 1930, 1250 Spalten.
  - 25./26. Auflage; Walter Marle: Guttmanns Medizinische Terminologie. Berlin / Wien 1932, 1244 Spalten.
  - 27. Auflage; Walter Marle: Guttmanns Medizinische Terminologie. Berlin / Wien 1936, 1184 Spalten.
  - 28. Auflage; Walter Marle: Guttmanns Medizinische Terminologie. Berlin / Wien 1937, 1184 Spalten.
  - 29. Auflage: Walter Marle: Guttmanns Medizinische Terminologie. Berlin / Wien 1939, 1060 Spalten.
  - 30. Auflage; Herbert Volkmann (Hrsg.): Guttmanns Medizinische Terminologie. Berlin / Wien 1941, 1058 Spalten.
  - 31. Auflage; Herbert Volkmann (Hrsg.): Medizinische Terminologie. Berlin / Wien 1942, 1042 Spalten.
  - 32. Auflage; Herbert Volkmann (Hrsg.): Medizinische Terminologie. Berlin / Wien 1944, 1042 Spalten.
  - 33. Auflage; Herbert Volkmann (Hrsg.): Medizinische Terminologie. Berlin / Wien 1946, 1043 Spalten, bearbeitet von Kurt Hoffmann.
  - 34. Auflage; Herbert Volkmann (Hrsg.): Medizinische Terminologie. Berlin / Wien 1948, 1043 Spalten, bearbeitet von Kurt Hoffmann.
  - 35. Auflage; Herbert Volkmann (Hrsg.): Medizinische Terminologie. München / Berlin 1951, 1130 Spalten, bearbeitet von Kurt Hoffmann.
- als Hrsg.: Ausgewählte Abhandlungen von Ottomar Rosenbach. Leipzig 1909.
- Spezielle Diagnostik und Therapie: in kurzer Darstellung mit Berücksichtigung aller Zweige der praktischen Medizin. J. F. Bergmann, Wiesbaden 1911.
- als Hrsg.: Lexikon der gesamten Therapie des praktischen Arztes mit Einschluss der therapeutischen Technik: unter Mitarbeit hervorragender Fachgenossen. Urban & Schwarzenberg, Berlin 1915/1916, zunächst in 2, ab der 2. Auflage in 3 Bänden; 4., umgearbeitete Auflage (Lexikon der gesamten Therapie mit diagnostischen Hinweisen) in 2 Bänden ebenda 1935.
- Taschenwörterbuch der medizinischen Fachausdrücke für Nichtmediziner. Urban & Schwarzenberg, Berlin 1921.